# Mood (24kGoldn)
Mood is een nummer van de Amerikaanse rapper en zanger 24kGoldn met de Puerto Ricaanse-Amerikaanse rapper Iann Dior. Kort na het uitbrengen op 24 juli 2020 kreeg het populariteit op de app TikTok, zo werd het een succes in vele hitlijsten wereldwijd.  

## Achtergrond
24kGoldn had continu teasers op zijn Instagram geplaatst en op 19 juli 2020 bevestigde hij de titel en uitgavedatum van het nummer in een video samen met Iann Dior. Op 16 september werd het nummer al gebruikt in meer dan 1 miljoen video's op TikTok.

## Videoclip
De officiële video van het nummer, geregisseerd door Sebastian Sdaigui, werd uitgebracht op 5 augustus 2020. Het toont de hoogte- en dieptepunten van jonge liefde.  